# Livesport Prague Open 2023
Livesport Prague Open 2023 byl tenisový turnaj na ženském profesionálním okruhu WTA Tour hraný v areálu TK Sparta Praha. Čtrnáctý ročník Prague Open probíhal mezi 31. červencem a 7. srpnem 2023 v českém hlavním městě Praze na otevřených dvorcích s tvrdým povrchem GreenSet v modrém tónování. Generálním partnerem se potřetí stala technologická společnost Livesport.
Turnaj dotovaný 259 303 dolary patřil do kategorie WTA 250. Nejvýše nasazenou singlistkou se – po odhlášení Krejčíkové kvůli nedoléčenému zranění kotníku z Wimbledonu –, stala dvacátá devátá hráčka světa a obhájkyně titulu Marie Bouzková. Divoké karty získaly české teenagerky Lucie Havlíčková s Barborou Palicovou a Tereza Martincová. Poslední turnaj v kariéře na českém území odehrála Barbora Strýcová.
Ve dvouhře absentovalo pět nejvýše postavených Češek na žebříčku WTA, Petra Kvitová (8.), čerstvá wimbledonská vítězka Markéta Vondroušová (10.), Barbora Krejčíková (12.), úřadující finalistka French Open Karolína Muchová (17.) a Karolína Plíšková (23.).
Třetí singlový titul na okruhu WTA Tour vybojovala 28letá Japonka Nao Hibinová, která se stala pátou šťastnou  poraženou šampionkou dvouhry v historii WTA. V páru s Gruzínkou Oxanou Kalašnikovovou ovládla také čtyřhru a podruhé v kariéře zkompletovala kariérní „double“, jímž navázala na Japan Women's Open 2019.

## Neúčast ruských a běloruských tenistek
V důsledku invaze Ruska na Ukrajinu na konci února 2022 řídící organizace tenisu ATP, WTA a ITF s grandslamy rozhodly, že ruští a běloruští tenisté mohou dále na okruzích startovat, ale do odvolání nikoli pod vlajkami Ruska a Běloruska. Poté co vláda Petra Fialy schválila v závěru června 2023 zákaz účasti ruských sportovců a týmů na soutěžích a utkáních v Česku, řešili pořadatelé účast Rusek a Bělorusek s odpovědnými státními orgány. Šéf Národní sportovní agentury Ondřej Šebek uvedl, že by se rozhodnutí mělo týkat pouze sportovců v momentě vlastní reprezentace země. Podle ředitele turnaje Malého však měly dotčené hráčky vystupovat výlučně jako soukromé fyzické osoby, bez prezentace státního občanství.
Ve čtvrtek 27. července 2023, dva dny před rozehráním kvalifikace, byl nejmenované ruské tenistce po příletu na mezinárodní Letiště Václava Havla znemožněn vstup do Česka a Inspektorát cizinecké policie jí udělil příkaz k vycestování. Pořadatelé turnaje v reakci na to seznámili další přihlášené hráčky s ruským a běloruským občanstvím, aby do Prahy necestovaly. V kvalifikaci měly startovat Rusky Diana Šnajderová, Polina Kuděrmetovová a Erika Andrejevová, v hlavní soutěži pak přímo Běloruska Aljaksandra Sasnovičová. Původně přihlášená Ruska Jevgenija Rodinová se odhlásila pro zranění.
Podle agentury AFP měla být vyhoštěnou hráčkou Anastasija Pavljučenkovová, když tisková kancelář odkázala na její instagramový příspěvek: „Příští týden nebudu moci hrát na turnaji v Praze“. Pražští organizátoři však pro ČTK  tuto informaci popřeli. Ženská tenisová asociace (WTA) na vyhoštění Rusky zareagovala prohlášením, v němž odsoudila válku na Ukrajině, zavrženíhodné jednání ruské vlády a podpořila ukrajinské hráčky. Přesto se pozastavila nad odmítavým přístupem českých orgánů jen na základě ruské či běloruské národnosti tenistek navzdory jejich neutrálnímu statusu na okruzích, a uvedla: „Pravidla WTA stanoví, že všem hráčkám musí být umožněno soutěžit na okruhu WTA pouze na základě zásluh, bez diskriminace“. O týden dříve nebyla do Polska vpuštěna Ruska Věra Zvonarevová, která se měla zúčastnit varšavského Poland Open, ačkoli na turnaji startovaly jedna ruská a dvě běloruské hráčky.

## Rozdělení bodů a finančních odměn

### Rozdělení bodů
| Soutěž  | Soutěž       | vítězky | finalistky | semifinalistky | čtvrtfinalistky | 16 v kole | 32 v kole | Q  | Q2 | Q1 |
| ------- | ------------ | ------- | ---------- | -------------- | --------------- | --------- | --------- | -- | -- | -- |
| dvouhra | [ 4 ] [ 17 ] | 280     | 180        | 110            | 60              | 30        | 1         | 18 | 12 | 1  |
| čtyřhra | [ 18 ]       | 280     | 180        | 110            | 60              | 1         | —         | —  | —  | —  |

### Finanční odměny
| Soutěž                                | Soutěž       | vítězky  | finalistky | semifinalistky | čtvrtfinalistky | 16 v kole | 32 v kole | Q2      | Q1      |
| ------------------------------------- | ------------ | -------- | ---------- | -------------- | --------------- | --------- | --------- | ------- | ------- |
| dvouhra                               | [ 4 ] [ 17 ] | 34 228 $ | 20 226 $   | 11 276 $       | 6 418 $         | 3 920 $   | 2 804 $   | 2 075 $ | 1 340 $ |
| čtyřhra                               | [ 18 ]       | 12 477 $ | 7 000 $    | 4 020 $        | 2 400 $         | 1 848 $   | —         | —       | —       |
| částky ve čtyřhře jsou uváděny na pár |              |          |            |                |                 |           |           |         |         |

## Ženská dvouhra

### Nasazení
| Stát                             | Hráčka             | WTA | Nasazení |
| -------------------------------- | ------------------ | --- | -------- |
| Česko                            | Marie Bouzková     | 29. | 1.       |
| Čína                             | Ču Lin             | 38. | 2.       |
| Čína                             | Čang Šuaj          | 45. | 3.       |
| Česko                            | Linda Nosková      | 59. | 4.       |
| Německo                          | Tatjana Mariová    | 65. | 5.       |
| Francie                          | Alizé Cornetová    | 70. | 6.       |
| Čína                             | Wang Sin-jü        | 71. | 7.       |
| Ukrajina                         | Kateryna Baindlová | 77. | 8.       |
| Čína                             | Wang Si-jü         | 80. | 9.       |
| Žebříček WTA k 24. červenci 2023 |                    |     |          |

### Jiné formy účasti
Následující hráčky obdržely divokou kartu do hlavní soutěže:
- Lucie Havlíčková
- Tereza Martincová
- Barbora Palicová

Následující hráčky nastoupí pod žebříčkovou ochranou: 
- Jaqueline Cristianová
- Barbora Strýcová
- Patricia Maria Țigová

Následující hráčka obdržela zvláštní výjimku:
- Heather Watsonová

Následující hráčky postoupily z kvalifikace:
- Emiliana Arangová
- Viktória Hrunčáková
- Dajana Jastremská
- Elvina Kalievová
- Gabriela Knutsonová
- Tamara Korpatschová

Následující hráčky postoupily z kvalifikace jako šťastné poražené:
- Nao Hibinová
- Ankita Rainová

### Odhlášení
před začátkem turnaje
- Barbora Krejčíková → nahradila ji  Kaia Kanepiová
- Kristína Kučová → nahradila ji  Lucrezia Stefaniniová
- Tatjana Mariová → nahradila ji   Ankita Rainová
- Rebeka Masárová → nahradila ji  Nao Hibinová
- Jevgenija Rodinová → nahradila ji  Jule Niemeierová
- Aljaksandra Sasnovičová → nahradila ji  Jüan Jüe

## Ženská čtyřhra

### Nasazení
| Stát                                                                         | Hráčka            | Stát               | Hráčka             | WTA  | Nasazení |
| ---------------------------------------------------------------------------- | ----------------- | ------------------ | ------------------ | ---- | -------- |
| Čína                                                                         | Čang Šuaj         | Čína               | Ču Lin             | 119. | 1.       |
| Spojené království                                                           | Alicia Barnettová | Spojené království | Olivia Nichollsová | 145. | 2.       |
| Česko                                                                        | Anastasia Dețiuc  | Česko              | Anna Sisková       | 187. | 3.       |
| Spojené království                                                           | Naiktha Bainsová  | Spojené království | Maia Lumsdenová    | 196. | 4.       |
| Žebříček WTA k 24. červenci 2023; číslo je součtem umístění obou členek páru |                   |                    |                    |      |          |

### Jiné formy účasti
Následující páry obdržely divokou kartu do hlavní soutěže:
- Nikola Bartůňková /  Tereza Valentová
- Barbora Palicová /  Dominika Šalková

### Odstoupení
před zahájením turnaje
- Lucie Havlíčková /  Miriam Kolodziejová → nahradily je  Luksika Kumkhumová /  Peangtarn Plipuečová

## Přehled finále

### Ženská dvouhra
- Nao Hibinová vs.  Linda Nosková, 6–4, 6–1

### Ženská čtyřhra
- Nao Hibinová /  Oxana Kalašnikovová vs.  Quinn Gleasonová /  Elixane Lechemiová, 6–7(7–9), 7–5, [10–3]